# DataWalk
DataWalk S.A. (dawniej PiLab S.A.) – polskie, notowane na GPW przedsiębiorstwo informatyczne z siedzibą we Wrocławiu, specjalizujące się w tworzeniu oprogramowania do analizy dużych ilości danych (big data). Autorska platforma technologiczna DataWalk znajduje zastosowanie w takich obszarach jak wykrywanie nadużyć, zwalczanie przestępczości czy zarządzanie epidemiologiczne. Klientami spółki są m.in. Departament Sprawiedliwości Stanów Zjednoczonych czy polskie Ministerstwo Finansów.